# Dorytomus
Dorytomus är ett släkte av skalbaggar som beskrevs av Ernst Friedrich Germar 1817. Dorytomus ingår i familjen vivlar.

## Bildgalleri

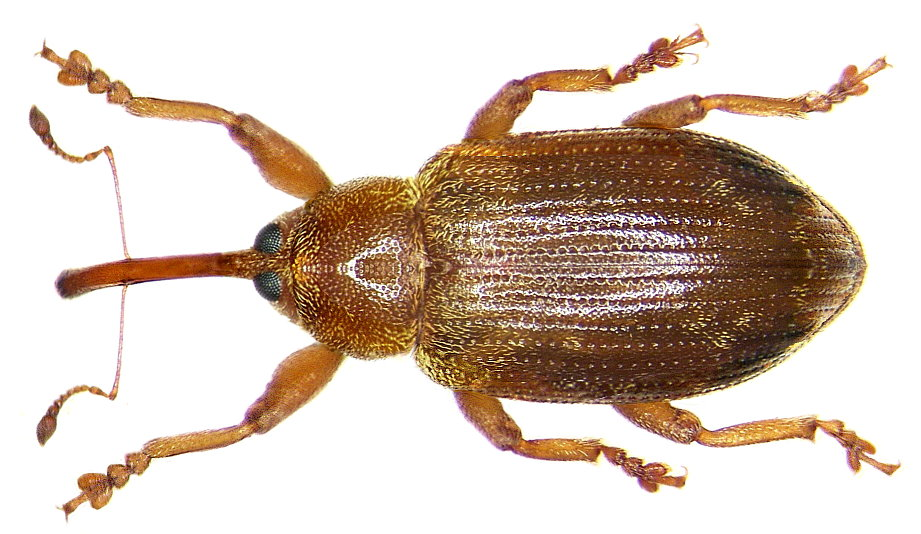

## Dottertaxa tillDorytomus, i alfabetisk ordning[1][2]
- Dorytomus aericomus
- Dorytomus affinis
- Dorytomus alaskanus
- Dorytomus albisetosus
- Dorytomus alternans
- Dorytomus amplipennis
- Dorytomus amplus
- Dorytomus arcuatus
- Dorytomus armatus
- Dorytomus auripennis
- Dorytomus aurivillii
- Dorytomus australis
- Dorytomus bajulus
- Dorytomus barbirostris
- Dorytomus basithorax
- Dorytomus bituberculatus
- Dorytomus brachialis
- Dorytomus brevicollis
- Dorytomus brevisetosus
- Dorytomus castigatus
- Dorytomus cephalotes
- Dorytomus chinensis
- Dorytomus cinereus
- Dorytomus consonus
- Dorytomus cuneatulus
- Dorytomus decorus
- Dorytomus dejeani
- Dorytomus dentimanus
- Dorytomus dilaticollis
- Dorytomus dorsalis
- Dorytomus edoughensis
- Dorytomus elegans
- Dorytomus fallax
- Dorytomus filiolus
- Dorytomus filirostris
- Dorytomus flavipes
- Dorytomus flavus
- Dorytomus floricola
- Dorytomus frivaldszkyi
- Dorytomus frosti
- Dorytomus frostii
- Dorytomus fulvescens
- Dorytomus fumosus
- Dorytomus fusciceps
- Dorytomus globipennis
- Dorytomus grossus
- Dorytomus gyllenhali
- Dorytomus hirtipennis
- Dorytomus hirtus
- Dorytomus hispidus
- Dorytomus hystricula
- Dorytomus ictor
- Dorytomus imbecillus
- Dorytomus immaculatus
- Dorytomus inaequalis
- Dorytomus incanus
- Dorytomus indifferens
- Dorytomus indigena
- Dorytomus infirmus
- Dorytomus inquisitor
- Dorytomus japonicus
- Dorytomus lapponicus
- Dorytomus lateralis
- Dorytomus laticollis
- Dorytomus linnaei
- Dorytomus longimanus
- Dorytomus longulus
- Dorytomus luridus
- Dorytomus macropus
- Dorytomus maculatus
- Dorytomus maculipennis
- Dorytomus majalis
- Dorytomus mannerheimi
- Dorytomus maorinus
- Dorytomus marginatus
- Dorytomus marmoreus
- Dorytomus melanophthalmus
- Dorytomus melastictus
- Dorytomus meridionalis
- Dorytomus methvenensis
- Dorytomus minutus
- Dorytomus mongolicus
- Dorytomus mucidus
- Dorytomus nanus
- Dorytomus nebulosus
- Dorytomus necessarius
- Dorytomus nigrifrons
- Dorytomus nordenskioldi
- Dorytomus notaroides
- Dorytomus nothus
- Dorytomus nubeculinus
- Dorytomus occallescens
- Dorytomus ochraceus
- Dorytomus pallidesignatus
- Dorytomus parvicollis
- Dorytomus paykulli
- Dorytomus pectoralis
- Dorytomus petax
- Dorytomus pilumnus
- Dorytomus plagiatus
- Dorytomus planirostris
- Dorytomus pomorum
- Dorytomus pygmaeus
- Dorytomus rectirostris
- Dorytomus repandus
- Dorytomus reussi
- Dorytomus roelofsi
- Dorytomus ruber
- Dorytomus rufatus
- Dorytomus rufirostris
- Dorytomus rufulus
- Dorytomus rufus
- Dorytomus sahlbergi
- Dorytomus salicinus
- Dorytomus salicis
- Dorytomus sanguinolentus
- Dorytomus schoenherri
- Dorytomus septentrionalis
- Dorytomus silbermanni
- Dorytomus simplex
- Dorytomus squamosus
- Dorytomus stilla
- Dorytomus subcinctus
- Dorytomus subsignatus
- Dorytomus subsimilis
- Dorytomus subsinuatus
- Dorytomus sudus
- Dorytomus suratus
- Dorytomus surutus
- Dorytomus suvorovi
- Dorytomus taeniatus
- Dorytomus terrestris
- Dorytomus tortrix
- Dorytomus tremulae
- Dorytomus turkestanicus
- Dorytomus vagenotatus
- Dorytomus variegatus
- Dorytomus ventralis
- Dorytomus vittatus
- Dorytomus vorax